# Pierre-Alphonse Julien
Pierre-Alphonse Julien, né à Clermont-Ferrand le 5 avril 1838 et mort en 1905, est un pharmacien et géologue français et professeur de géologie et minéralogie à l'Université de Clermont-Ferrand.

## Biographie
Bachelier en 1856, il monte à Paris suivre les cours de Le Pelletier, Caventon, Marcellin Berthelot, et se tourne vers la zoologie avec Henri de Lacaze-Duthier, référence dans ce domaine. Il est ensuite licencié és sciences naturelles et pharmacie.
Il reçoit de la part de la Faculté de Montpellier le titre de Docteur és sciences naturelles.
Durant la Guerre franco-prussienne, il est nommé pharmacien en chef d'un hôpital militaire.

## Enseignement
En 1872, il remplace comme professeur de sciences naturelles, Henri Lecoq. Il enseigne alors la zoologie, la botanique et la géologie jusqu'en 1875. Sa chaire professorale est alors dédoublée, il la partage avec son ami Anatole Roujou, qui enseignera la botanique, spécialiste du Quaternaire. Il se lie également d'amitié avec Laval, avec qui il organise des excursions de terrain.

## Théories scientifiques
Il établit vers 1868 l'hypothèse que l'Auvergne avait à la fin des temps tertiaires, et à deux époques différentes, connues des phénomènes glaciaires. Il affirme que la montagne de Perrier était le résultat de deux moraines séparées provenant de glaciers descendant du Mont-Dore. Il est le premier à décrire la série de dépôts glaciaires comme le glacier de l'Alagnon.
Dès 1875, son domaine de prédilection est la géologie. Il étudie trois thématiques différentes :
- les faunes dévoniennes et carbonifères ;
- le bassin tertiaire de la Limagne ;
- les volcans et les roches éruptives de l'Auvergne.

## Postérité

### Lieux
Un buste en bronze réalisé par le sculpteur Jean-Marie Camus (1877-1955) et le fondeur Gruet en 1907, orne le Jardin Lecoq.